# Idli

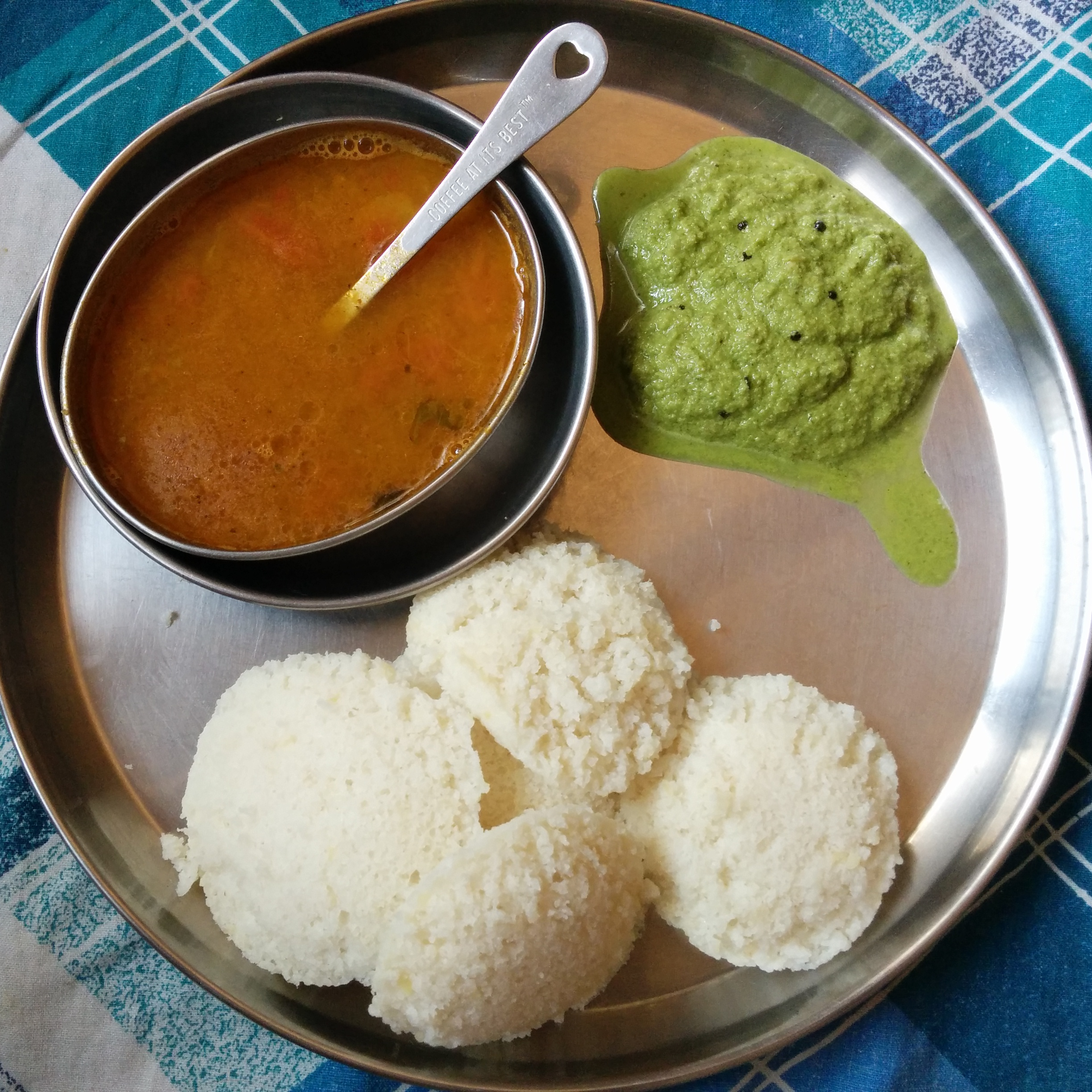
Idli mit Sambar und Chutney

Idli (Kannada: ಇಡ್ಲಿ; Malayalam: ഇഡ്ഡലി; tamilisch: இட்லி; Telugu: ఇడ్లీ) ist ein klassisches Gericht der südindischen und tamilischen Küche. Bei Idli handelt es sich um weiße, gedämpfte, flach-runde Küchlein aus einem fermentierten Teig auf Basis von Urdbohnen und Reis. Sie haben eine weiche, schwammartige Konsistenz und einen säuerlichen Geschmack.
Idli werden häufig als Frühstück verzehrt und traditionell mit Chutney, Sambar und Vada, einem frittierten Ring aus einem ähnlichen Teig, gereicht.

## Herstellung
Zur Herstellung der Idli werden geschälte Urdbohnen und Reis im Verhältnis 1:2 benötigt. Die beiden Grundzutaten werden separat für mindestens vier Stunden eingeweicht, bevor sie, weiterhin separat, unter der Zugabe von der etwa eineinhalbfachen Menge Wasser (bezogen auf das Trockengewicht) zu einer feinen Paste zermahlen werden. Anschließend werden beide Pasten gründlich miteinander vermengt und mit Salz und gegebenenfalls Bockshornkleesamen gewürzt. Dieser Teig wird zum Fermentieren bei etwa 30 °C über Nacht ruhen gelassen, wobei er durch die Aktivität der Milchsäurebakterien leicht sauer wird und aufgeht. Manchmal wird Buttermilch oder Hefe hinzugegeben, um die Fermentation zu verstärken. Nach der abgeschlossenen Fermentation werden die kleinen Idlimulden des speziellen Topfeinsatzes (ggf. Schälchen beziehungsweise kleine Teller für sogenannte „Thatte Idli“) mit dem Teig befüllt und für etwa fünf Minuten in einem Topf gedämpft.
Eine regionale Variante aus Kanchipuram wird aus gleichen Teilen Urdbohnen und Reis hergestellt. Zusätzlich werden Cashewnüsse, Butter, Salz, Chilischoten, Ingwer, Kurkuma und Kreuzkümmel hinzugegeben.

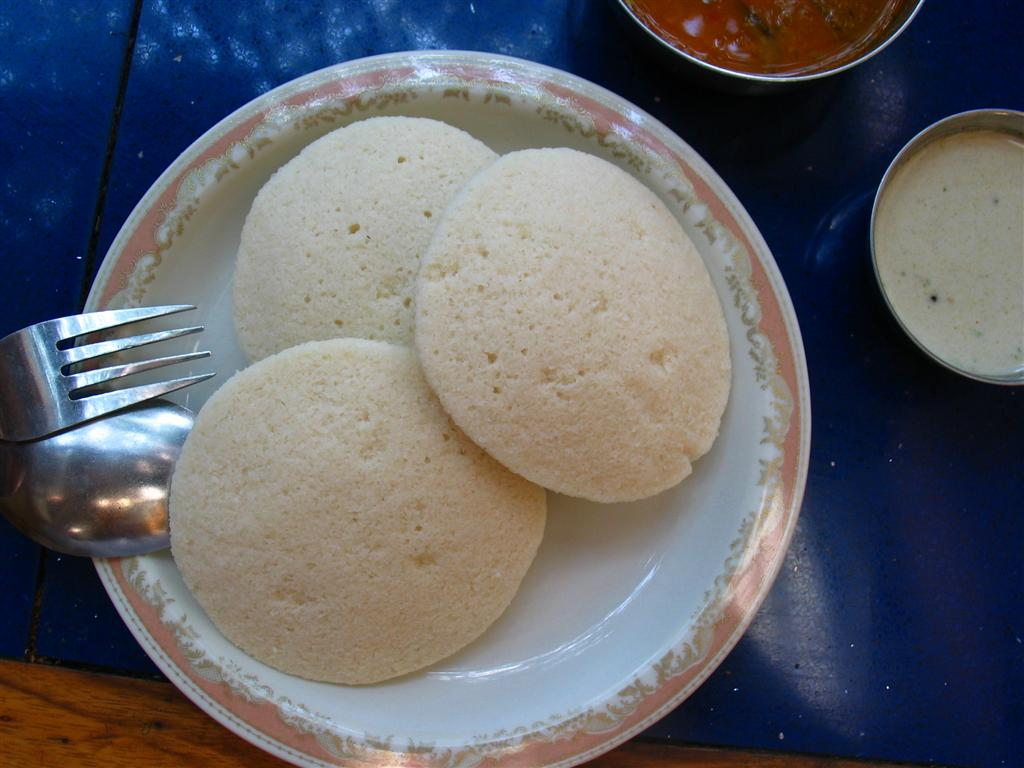
Idli als klassische südindische Beilage
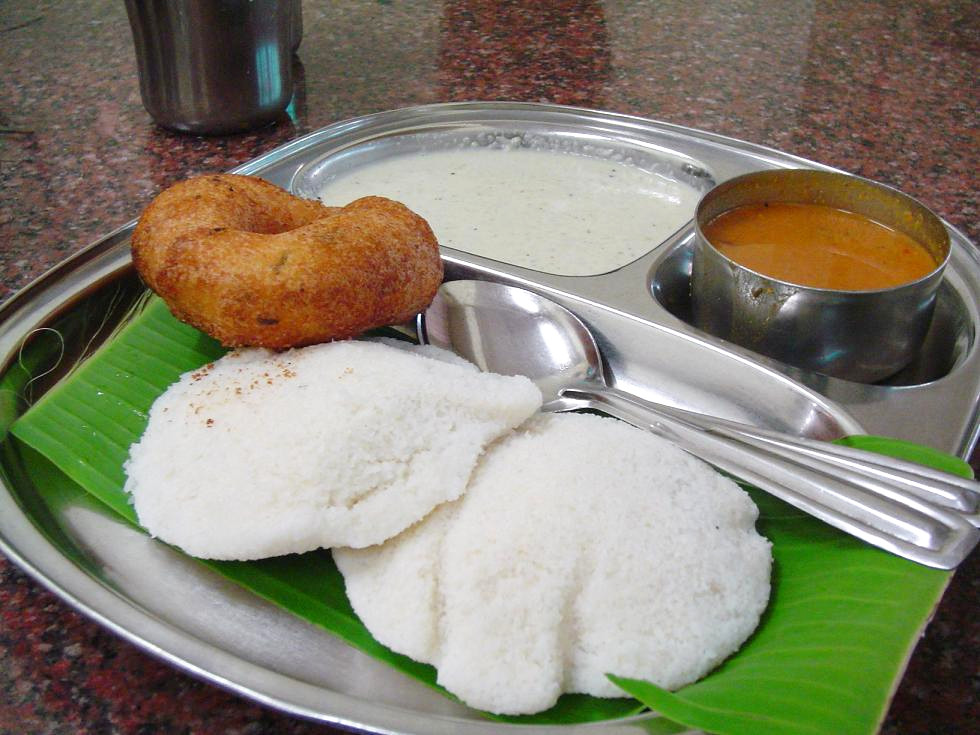
Südindisches Frühstück, bestehend aus Idli, Sambar und Vada
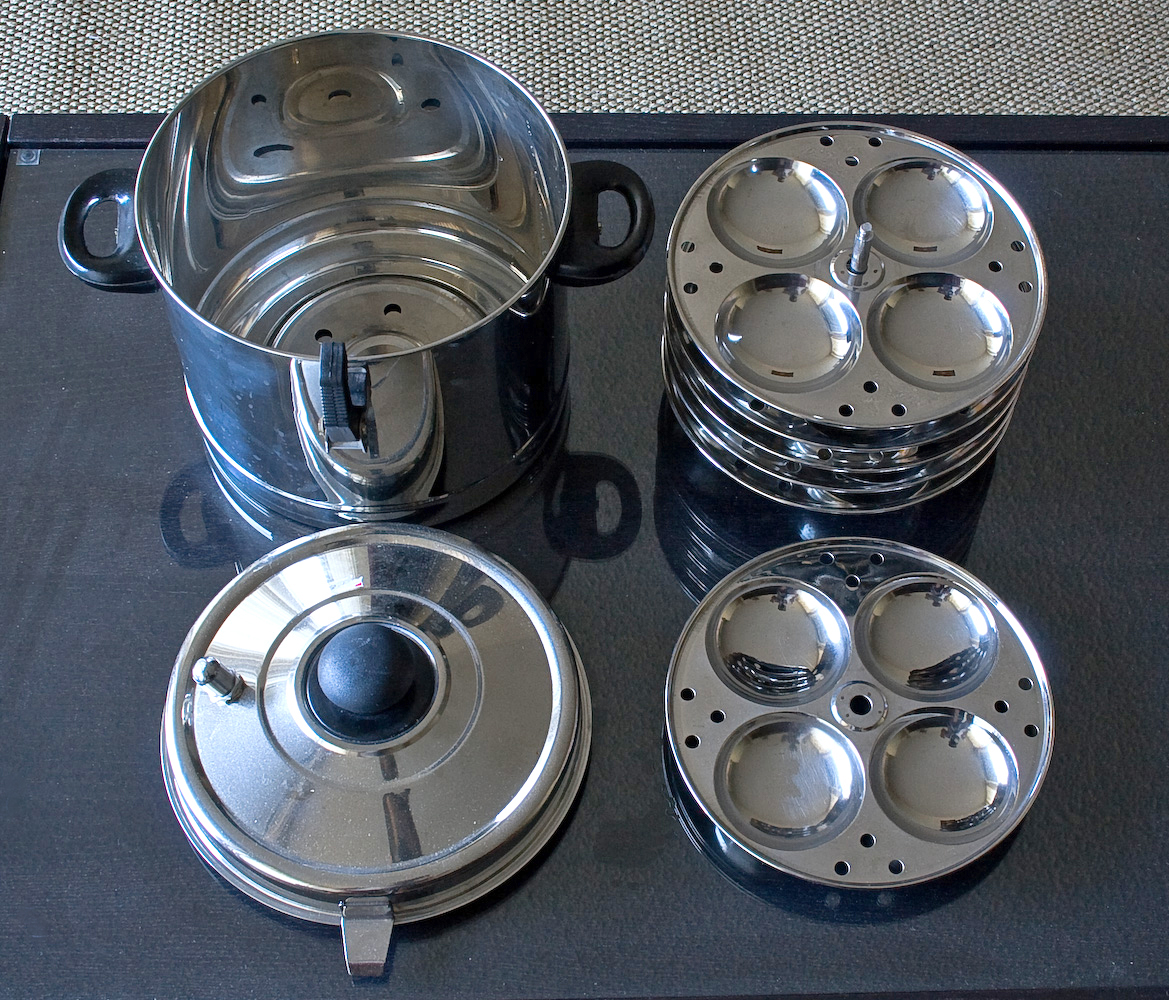
Kochgeschirr zur Zubereitung von Idli

## Gesundheit
Idli liefern einen wertvollen Beitrag zur Ernährung als nährwertreiche Quelle von Proteinen und Vitaminen, besonders B-Vitamine. Da sie vor Ort hergestellt werden, können sie zur Behandlung von Proteinmangel und Kwashiorkor eingesetzt werden.
Bei der Fermentation erhöht sich der Gehalt der essentiellen Aminosäure Methionin deutlich. Die meisten Hülsenfrüchte haben nur einen geringen Gehalt solcher schwefelhaltigen Aminosäuren, was die Verwertbarkeit der enthaltenen Proteine einschränkt. Durch die Fermentation erhöht sich die Biologische Wertigkeit deutlich.